# Liste der Kulturdenkmäler in Feuerscheid
In der Liste der Kulturdenkmäler in Feuerscheid sind alle Kulturdenkmäler der rheinland-pfälzischen Ortsgemeinde Feuerscheid aufgeführt. Grundlage ist die Denkmalliste des Landes Rheinland-Pfalz (Stand: 27. Juni 2022).

## Einzeldenkmäler
| Bezeichnung | Lage                                           | Baujahr                            | Beschreibung                                    | Bild                           |
| ----------- | ---------------------------------------------- | ---------------------------------- | ----------------------------------------------- | ------------------------------ |
| Wegekreuz   | südlich des Ortes bei der Hardter Kapelle Lage | zweite Hälfte des 18. Jahrhunderts | Schaftkreuz, zweite Hälfte des 18. Jahrhunderts | weitere Bilder Fotos hochladen |
| Bildstock   | südwestlich des Ortes, bei Obere Hardt 2 Lage  | 1738                               | Kreuzigungsbildstock, bezeichnet 1738           | weitere Bilder Fotos hochladen |